# Gonomyia (Neolipophleps) trispinosa
Gonomyia (Neolipophleps) trispinosa is een tweevleugelige uit de familie steltmuggen (Limoniidae). De soort komt voor in het Neotropisch gebied.